# Liosilpha
Liosilpha är ett släkte av kackerlackor. Liosilpha ingår i familjen småkackerlackor.
Kladogram enligt Catalogue of Life:
| Liosilpha | \| \| Liosilpha incommoda \| \| \| \| \| \| Liosilpha pumicata \| \| \| \| |
|           | \| \| Liosilpha incommoda \| \| \| \| \| \| Liosilpha pumicata \| \| \| \| |
|           | Liosilpha incommoda                                                        |
|           |                                                                            |
|           | Liosilpha pumicata                                                         |
|           |                                                                            |